# Irwin Corey
Irwin Corey (ur. 29 lipca 1914 w Nowym Jorku, zm. 6 lutego 2017 tamże) – amerykański komik, aktor filmowy i aktywista, często określany mianem „największego autorytetu świata” (ang. „The World’s Foremost Authority”). Wprowadził własny, nadawany na żywo improwizacyjny styl stand-up w znanym klubie w San Francisco hungry i. Lenny Bruce opisywał Coreya jako „jednego z najbardziej błyskotliwych komików wszech czasów”.
Corey popierał lewicową politykę komunistyczną/socjalistyczną. W latach 50. został wpisany na czarną listę, której skutki, jak twierdził, odczuwał przez całe życie.